# Hacıcavadlı
Hacıcavadlı è un comune dell'Azerbaigian situato nel distretto di Cəlilabad. Conta una popolazione di 569 abitanti.